# RMS Carinthia
RMS Carinthia – brytyjski oceaniczny statek pasażerski (transatlantyk), należący do przedsiębiorstwa żeglugowego Cunard Line. Podczas II wojny światowej służył jako krążownik pomocniczy HMS Carinthia, zatopiony przez U-Boota 7 czerwca 1940.

## Budowa i służba jako statek
Statek zbudowano w stoczni Vickers w Barrow-in-Furness z przeznaczeniem na linię nowojorską, jako drugi statek o tej nazwie tego armatora, oznaczającej historyczną Karyntię (początkowo przewidywano nazwę „Servia”). Należał do serii 5 statków, nazwanych od historycznych krain („Scythia”, „Laconia”, „Franconia”, „Samaria”). Miał pojemność 20 277 BRT i mógł zabrać 240 pasażerów w klasie I, 460 w klasie II i 950 w klasie III.
„Carinthia” została zwodowana 24 lutego 1925 roku (numer budowy 586), a budowę ukończono w sierpniu 1925. W swój pierwszy rejs wyruszyła 22 sierpnia 1925 z Liverpoolu do Nowego Jorku. Oprócz rejsów na linii transatlantyckiej, pływała także z wycieczkami. W 1931 zmodyfikowano pomieszczenia pasażerskie, na klasy: kabinową, turystyczną i III.

## Służba wojenna
Wkrótce po wybuchu II wojny światowej, we wrześniu 1939 statek został zarekwirowany przez brytyjską Admiralicję i przekształcony w krążownik pomocniczy HMS „Carinthia”. Przebudowa została dokonana w macierzystej stoczni w Barrow-in-Furness. Okręt otrzymał uzbrojenie z 8 pojedynczych armat kalibru 152 mm MK VII (o kącie podniesienia 20°) i dwóch armat przeciwlotniczych 76 mm. Zapas paliwa wynosił 2270 ts.
HMS „Carinthia” służyła od 18 stycznia do kwietnia 1940 w składzie Patrolu Północnego (Northern Patrol), patrolując wody na północ od Wielkiej Brytanii. W maju 1940 weszła w skład sił eskorty konwojów atlantyckich North Atlantic Escort Force. W czerwcu 1940 dowódcą okrętu był komandor J.F.B. Barrett.
6 czerwca 1940 o 13.13 na zachód od zatoki Galway w Irlandii „Carinthia” została trafiona jedną torpedą w rufę przez niemiecki okręt podwodny U-46, w rejonie pozycji 53°13′N 10°40′W/53,216667 -10,666667. Okręt utrzymał się na wodzie i odgonił U-Boota od dalszych ataków salwami z dział. U-46 wystrzelił jeszcze jedną torpedę, lecz niecelnie. 7 czerwca rano przybyły dla asysty stare niszczyciele typu V/W HMS „Volunteer” i „Wren” oraz trałowiec HMS „Gleaner”, który zaczął holować „Carinthię”, po czym hol przejął holownik „Marauder”. Z powodu jednak trudnych warunków pogodowych, holowanie przerwano, a o 13.15 „Carinthia” przełamała się i zatonęła 35 mil morskich od Irlandii. Zginęło 4 członków załogi.